# Phaenocarpa eugenia
Phaenocarpa eugenia är en stekelart som först beskrevs av Alexander Henry Haliday 1838.  Phaenocarpa eugenia ingår i släktet Phaenocarpa och familjen bracksteklar. Arten är reproducerande i Sverige. Inga underarter finns listade i Catalogue of Life.